# Becky Gittins
Becky Gittins est une personnalité politique britannique, membre du Parti travailliste. Elle est députée de Clwyd East depuis 2024.
Elle commence sa carrière dans le secteur associatif et se forme comme comptable avant de devenir négociatrice syndicale dans la fonction publique. 
De 2019 à 2023, elle est conseillère à Coventry, où elle se concentre sur la lutte contre la violence juvénile et la criminalité liée aux armes blanches.
En 2024, elle est élue députée de Clwyd East avec 18 484 voix, battant l'ancien député conservateur James Davies.

## Biographie

### Origines et éducation
Originaire de Bagillt dans le Flintshire, Becky Gittins suit sa scolarité à Flint High et à l'Alun School à Mold, où elle découvre son intérêt pour la politique en tant qu'élève de sixième.
Les origines de sa famille vont de Prestatyn à Connah’s Quay, avec des membres ayant travaillé à la mine de Point of Ayr, chez Courtaulds et à British Steel.

### Carrière professionnelle
Becky Gittins travaille dans le secteur associatif et se forme comme comptable avant de devenir négociatrice syndicale dans la fonction publique,,.

### Carrière politique
Becky Gittins exerce depuis 2019 en tant que conseillère à Coventry, où elle lutte contre la violence juvénile et la criminalité liée aux armes blanches. En 2023, elle démissionne pour revenir au Pays de Galles du Nord,.
En 2024, Becky Gittins est élue députée de Clwyd East avec 18 484 voix, devançant le député conservateur sortant James Davies et l'ancien député de Delyn Rob Roberts,,.

### Vie privée
Elle vit à Pentre Halkyn avec son mari.